# Obdulio Varela
Obdulio Jacinto Muiños Varela (Montevidéu, 20 de setembro de 1917 — Montevidéu, 2 de agosto de 1996) foi um futebolista uruguaio que jogava como volante. Capitão do Maracanaço, é considerado o jogador uruguaio mundialmente mais reconhecido na história, ainda que não fosse exatamente visto como o melhor nem mesmo em sua posição, havendo outros mais técnicos. Nenhum, porém, conseguiu a dimensão de “caudilho” exercida por Obdulio, um dos poucos futebolistas condecorados ainda em vida com a Ordem do Mérito da FIFA (em 1994, em Chicago, no Congresso prévio à Copa do Mundo daquele ano). Varela disputou duas vezes a Copa do Mundo FIFA e com ele a campo a seleção uruguaia jamais foi derrotada. Também foi um dos maiores ídolos do Peñarol.
Homem de grande caráter,  Varela era dono de uma personalidade forte e liderança nata. Celebrizou-se como o capitão da Seleção Uruguaia campeã da Copa do Mundo de 1950 sobre o Brasil em pleno Maracanã. Sua ascendência sobre os companheiros, no clube e na Celeste, e sua pele mulata lhe renderiam a alcunha El Negro Jefe ("O Chefe Negro").
Nelson Rodrigues, em suas crônicas esportivas, falou mais de uma vez em tons lendários sobre Varela. Disse que ele "não atava as chuteiras com cordões, mas com as veias" e que "a humilhação de 50, jamais cicatrizada, ainda pinga sangue.Todo escrete tem sua fera. Naquela ocasião, a fera estava do outro lado e chamava-se Obdulio Varela".
O também ex-zagueiro uruguaio Diego Lugano disse em entrevista ao programa Bola da Vez da ESPN Brasil, no ano de 2005, após ser perguntado se imitava Varela nas brincadeiras de bola quando criança, respondeu: "Você não pode brincar de ser Deus".
O próprio Obdulio, porém, desmistificava a imagem gerada em torno de si: "Eu não sou um caudilho. O que gostava era jogar futebol; mandar um pouco; ordenar algo dentro de campo e nada mais. A pessoa nasce para mandar, isso não se aprende. Eu não represento nada. Tudo o que se diz são mentiras. Sou uma pessoa como qualquer outra e a única coisa que me resta é a satisfação de ter cumprido. A glória não existe. A glória é ter amigos que gostem de ti. Com a fama não se vive". Ele também preferia usar o segundo nome "Jacinto" para se identificar, atribuindo ao brasileiros a identificação como "Obdulio".

## Origens
Nasceu pobre e asmático, no humilde bairro montevideano de La Teja, filho de galego crescendo em outra localidade, na rua Pablo Pérez, na Curva de la Indústria. Foi criado com os pais separados, e só depois de algum tempo foi reconhecido pelo pai – por causa disso, usava o sobrenome materno de Varela, e não o paterno de Muiños, diferentemente do que normalmente se aplica nos países de língua espanhola.
Estudou até o terceiro ano do primeiro grau na escola do Campo Español, trabalhando ainda na infância. Para ajudar no sustento de uma família de muitos irmãos, que eram dez  ou onze, foi engraxate, onde conseguia seis pesos por mês em 1932. Também foi vendedor de pão, mensageiro e outros empregos informais. Também vendia jornais nos bairros de Paso Molino e do Centro – sobre a relação com a imprensa, declararia que “os jornais contêm somente duas coisas que são verdadeiras: o preço e a data”. Aos 13 anos, guardava automóveis no Hotel del Prado. Nessa mesma época, começou a jogar futebol de rua com bolas improvisadas de trapos.
Quando tinha 16 anos, já instalado no bairro de La Comercial, sua vida era futebol da manhã à noite e seu primeiro time chamava-se Fortaleza, uma das equipes de bairro. Outras desse patamar que defendeu chamavam-se Dublin e Pascual Somma, onde ficou porque lhe deram emprego de operário de alvenaria. As atividades no Pascual também lhe renderam a primeira viagem internacional, a Buenos Aires, em 1936. A respeito, declararia:
Quantas lembranças! Em 1936, com o Pascual Somma faço minha primeira viagem a Buenos Aires. Não entendia nada. Era um negrinho pobre, marchava a todos os lados com as alpargatas e uma meia campeira que tinha. Para ir a Buenos Aires, me emprestaram tudo. As únicas coisas minhas eram a camisa, a cueca e as meias.
Dali passou ao Deportivo Juventud, que, diferentemente dos times anteriores, estava afiliado na Associação Uruguaia de Futebol, no equivalente à segunda divisão.

## Como jogava
Era reconhecido como marcador tenaz, eficaz no jogo aéreo e com correta distribuição de bola, ainda que nada a ponto de fazê-lo ser visto como fora de série como jogador, característica sim atribuída à sua liderança e personalidade. Ocasionalmente, também destacava-se por gols em fortes chutes de longa distância.
Curiosamente, tinha os hábitos de chamar os adversários de japoneses e os colegas de time, de catalães, embora não se lembrasse como isso se iniciou, além de assoviar para pedir a bola, algo que começaria em sua passagem pelo Montevideo Wanderers.

## Carreira antes do Peñarol

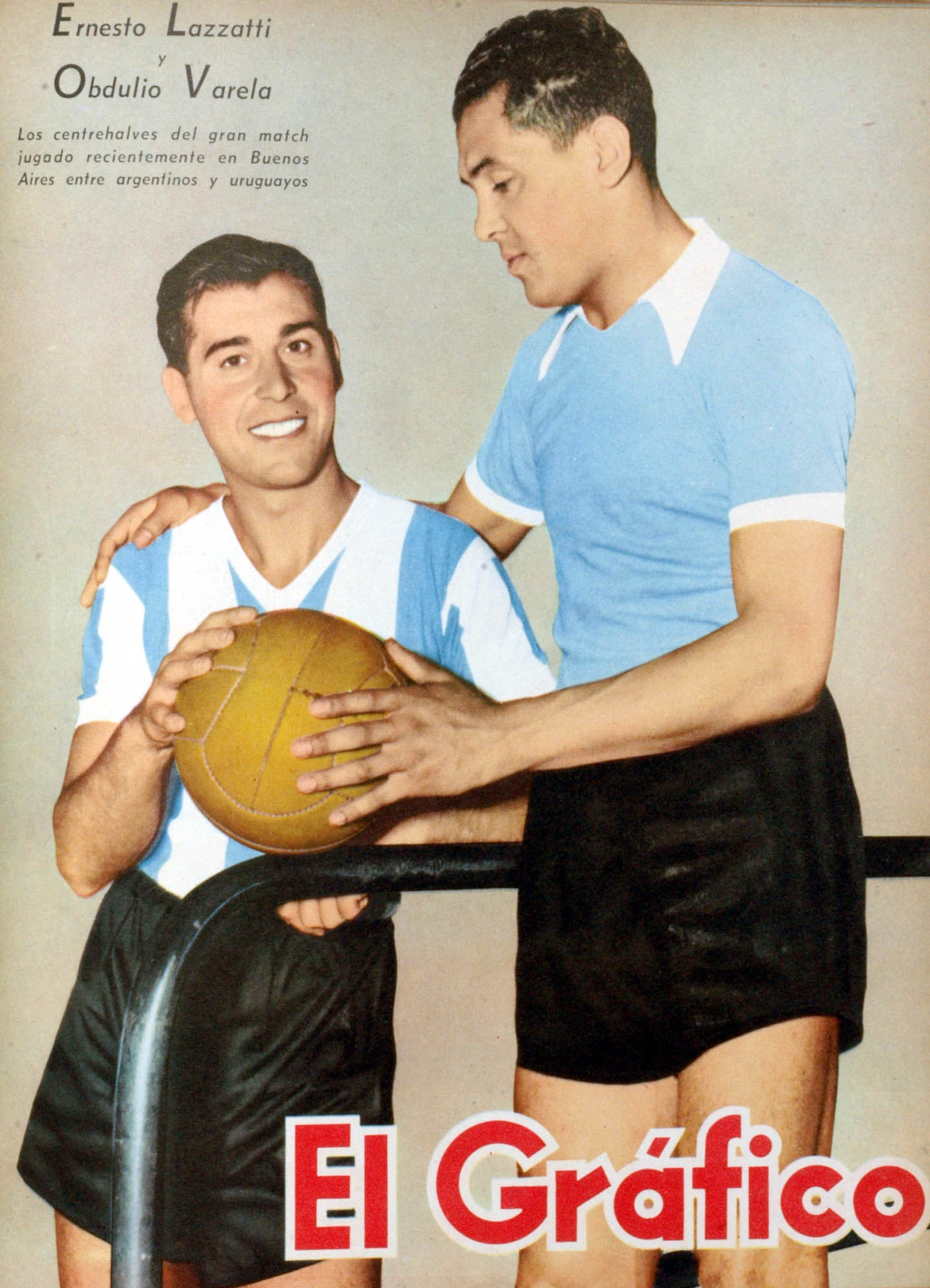
Em 1943, junto de Ernesto Lazzatti, da seleção argentina.

No Juventud, Obdulio conheceu a pressão das torcidas adversárias. Em uma de suas biografias, o jogador relembrou ao menos dois episódios: contra uma equipe de campo próximo ao mar e uma das torcidas “mais bravas de todos os tempos”, entrou em campo em meio a uma “passarela humana que era encarregada de revisar a anatomia da equipe contrária”. O Juventud conseguiu arrancar um empate, e ao se retirar Varela teria escutado que “dessa vez vocês se se saíram bem, moreninho, na volta vais ter de contar os ossinhos”.
No outro, um time de Marañas, Varela conseguiu marcar dois gols, um em forte chute de direita e outro em tiro livre de fora da área, sendo sua última lembrança da partida: foi golpeado na nuca. Seria um recado para não se atrever a festejar gols como visitante.
Ainda como jogador do Juventud, que somente no ano de 1999 conseguiria subir à primeira divisão,[carece de fontes?] Varela foi procurado tanto pelo Peñarol como pelo Nacional. Mas terminou no Montevideo Wanderers, já na época o terceiro maior campeão uruguaio.[carece de fontes?] Sobre o primeiro contato com a dupla principal do país e a transferência ao Wanderers, assim declararia:
Fracassei feio. Treinei nos dois e não gostei. Me parece que me largaram porque havia muitos negros. Um negrinho mais não servia. E então passei ao Wanderers. Passei obrigado. Me haviam vendido como uma sacolinha de batatas. Naquele tempo, qualquer time da primeira depositava duzentos pesos na Associação e levava o jogador que queria. O clube da primeira era dono e senhor. Os jogadores não valiam nada. Estávamos na época dos escravos. Vinha um dirigente da primeira e dizia: ‘preciso daquele’ e pá!, punha duzentos pesos e zás!, ao matadouro. Você, sem saber, era jogador de... como é a canção? Não podia ser. E como essas coisas não aconteciam. Me rebelei e tchau! Me pus firme. Um dia, estava em casa e vem um dirigente me dizer que já era jogador do Wanderers. ‘Como? Que vá jogar a (comissão) diretiva do Deportivo Juventud! Se o passe custou duzentos pesos por mim, têm que me dar uma soma igual”. Eu era um negro caro. Então o Wanderers afrouxou a grana. Depois, foi lindo. Fui praticar, cobrei os duzentos mangos e armei flor de farra. (...) Com essa grana, comprei de tudo. Frango, leitão, vinho e o que saberei eu quantas coisas mais! Peguei um táxi e cheguei a minha casa. Olhei minha velha e me disse: ‘filho, o que fizeste?’. ‘Nada, mamãe’. Assinei contrato para jogar futebol, me deram duzentos pesos e comecei a gastar a grana. A velha não queria acreditar. Foi à delegacia averiguar se eu teria assaltado alguém. E assim comecei no Wanderers  
Estreou no Wanderers em 12 de março de 1938, em um amistoso do time B. A estreia em jogos competitivos deu-se em abril, contra o Liverpool uruguaio, no Parque Rodó. Ganhou por 3-1. Varela também venceu na primeira vez em que enfrentou no estádio Centenário o Peñarol: 2-1. Um dirigente do Wanderers arranjou ao volante trabalho de porteiro em uma secretaria de tributos indiretos. Despontando naquele clube como um talentoso meia-esquerda, chegou à Seleção Uruguaia ainda em janeiro de 1939.[carece de fontes?]
Varela defendeu o Wanderers até 1942. Lá, desenvolveu o hábito de assoviar para pedir a bola. Entre 1938 e aquele ano, a melhor campanha foram dois terceiros lugares, em 1939 e em 1942, ficando também em antepenúltimo em 1941.[carece de fontes?] Poderia ter ido ao futebol argentino, passando uma semana treinando no Banfield: “passei uma semana como turista e depois vim. Nunca gostei de Buenos Aires. Era muita cidade para mim”, explicou. Foi então adquirido pelo Peñarol. Tal como no Wanderers, sem ser previamente comunicado e inicialmente a contragosto:
Eu não sabia nada que o Peñarol me queria. Outra vez, a bolsa de batatas. Haviam falado com todos, menos comigo. Fui ver Fernández Gastelú, do Wanderers, e lhe disse: ‘como é a canção?’. ‘Jacinto, ontem fizemos a última reunião pelo passe e te vendemos’. Seguia sendo a bolsa de batatas. Lhe disse que não podia ser, que queria ser pessoa e deixar de ser mercadoria. Fui à sede do Peñarol, queriam falar comigo e logo começaram a pôr grana em cima de uma mesa. Queriam me entusiasmar, me entende? Por favor, eu ia me entusiasmar com isso? ‘Tenham cuidado’, lhes disse, ‘pode voar algum bilhete e depois a culpa é minha’. Sempre se deve desconfiar. Capaz que saísse da sede e me denunciassem por levar algo comigo! Não acertamos nada. No outro dia, me falaram os dirigentes do Wanderers e me pediram que assinasse porque se resolviam uns problemas que havia com 16 mil pesos e além disso o Peñarol lhes dava quatro jogadores. Assinei. Combinei bem com o Peñarol e ainda os do Wanderers me presentearam quinhentos pesos. Essa noite, tomei umas quantas taças. Para festar, sabe? Aí no Peñarol começou outra época. Diferente da do Wanderers. Me dei conta do que é um clube grande. De início, me disseram ‘ou o trabalho ou o futebol’. Tinha que escolher. Larguei (a secretaria de) impostos indiretos e fiquei no Peñarol. Se fracassasse, ficava na rua, mas na vida se deve arriscar. Sempre fui torcedor do Peñarol. 

## Peñarol

### Primeiros anos
Varela estreou pelo Peñarol em 17 de abril de 1943, contra o Sud América pelo Torneio Competência. Ganhou por 4-0. Foi no novo clube que ele começou a jogar mais recuado, como centromédio. Chegou em um contexto complicado. Logo tornou-se titular, mas, naquele ano, o time viu o arquirrival Nacional vencer o campeonato uruguaio pela quinta vez seguida. Era a primeira vez em que um clube uruguaio emendava tantos títulos seguidos, no chamado "Quinquenio de Oro". O grande destaque naquele ano foi uma goleada de 6-0 em amistoso com o Boca Juniors, com Obdulio presente.
O título uruguaio veio enfim em 1944, com Obdulio destacando-se no clássico com o Nacional: em um deles, marcou o primeiro gol da vitória por 2-0 no chamado “clássico da sentada”. Os dois rivais adiante terminaram empatados, forçando a realização de jogo extra. Como inicialmente ficaram no 0-0, realizou-se uma segunda final. Nela, os tricolores abriram 2-0 com dois gols de Atilio García, mas perderam de virada por 3-2 o jogo e o título. Foi de Varela o gol do empate.
Em 1945, o Peñarol foi novamente campeão e Obdulio, titular. O episódio mais destacado no ano a envolver o jogador, porém, foi um amistoso, contra o River Plate. Os uruguaios venceram e os dirigentes premiaram seus jogadores com 250 pesos, exceto Varela, agraciado com quinhentos: “eu não joguei nem mais nem menos do que ninguém. Se eles mereceram 250 pesos, eu também”, assinalou. O conselho deliberativo então premiou todos com quinhentos.
Em 1946, o título voltou ao Nacional, a despeito de uma derrota escandalosa para Peñarol, na qual Varela terminou involuntariamente como personagem principal. Os aurinegros venciam por 3-1. Quando Oscar Chirimini marcou 4-1, foi agredido por Eusebio Tejera e revidou. Varela envolveu-se na discussão, que se generalizou. Quando os ânimos se acalmaram, o árbitro expulsou Chirimini e Tejera, mas Varela, embora não fosse expulso, também precisou deixar o campo, por ordem policial. Com nove jogadores, o Peñarol conseguiu segurar a vitória, que ficou em 4-3. Foi nesse ano que Varela tornou-se capitão do Peñarol. Ficou conhecido como El Clásico del Comisario, em alusão ao comissário que o retirou - segundo algumas versões, por ordem do chefe de polícia, que torcia pelo rival. Obdulio resistiu e chegou a sofrer golpes de cassetete.
Em 1947 e em 1948, o Nacional manteve-se campeão.[carece de fontes?] O título de 1948 foi concedido na realidade a quem era líder quando o torneio foi paralisado, após a primeira rodada do segundo turno. Iniciou-se uma greve que só acabaria em abril do ano seguinte. Obdulio foi justamente um dos líderes do movimento grevista, que brigava por uma lei de passe que amarrava os jogadores aos clubes, assim como por melhores salários. Durante a paralisação, Varela voltou a trabalhar na construção civil e chegou a mandar devolver um jogo de cozinha entregue em sua casa por emissários do Peñarol, em tentativa de lhe fazer voltar atrás, embora o presente fosse um sonho para sua esposa. Foi a greve mais longa no futebol a nível mundial.
Quando (a greve) terminou, queriam me vender, me tirar do país. Disseram que eu era o cabeça e então Hirschl (técnico do Peñarol) queria me mandar a Buenos Aires para treinar no Boca. Fomos uma manhã a um hotel onde estava o presidente. ‘Que toma? Uísque?’. ‘Bem, uísque’. Depois lhes ouvi falar. Quando terminarei, tirei a carteira, a abri e lhes disse: ‘eu sou fulano de tal e vivo em tal lado. Se o senhor se molesta e vai me ver em casa, pode ser que diga que vou jogar. Treinar, nem louco! Muito obrigado, foi tudo muito lindo’. Como isso não caminhou, mandaram me chamar à sede. Agora queriam que assinasse contrato. Mas eu sabia muito bem a gente que tinha em frente. Um ex-dirigente muito conhecido, hoje falecido, se cansou de andar dizendo que eu era isto e aquilo, pela greve. Que falava aos jogadores para mantê-la, etc. Chegou a dizer que eu era um traidor da instituição. Entrei na sala de sessões e ficaram todos me olhando. Começaram a falar e resulta que Obdulio era um fenômeno, que nunca haviam visto gente igual. ‘Vocês têm certeza?’, lhes disse quando terminaram. ‘Porque me parece que você, você e você estão cansados de falar coisas de Obdulio. Não me explicam como é possível que contratem semelhante sem-vergonha, então os sem-vergonha são vocês, que querem contratar um pirata, um bandido’. (...) Eu tinha braços, não precisava do futebol para viver. Trabalhei em alvenaria com meu sogro (...). Eu era experiente no ofício. (...) Depois, veio até a mulher de Hirschl (pedir que ficasse). (...) Ao fim, entrei. Pelas pessoas que me paravam na rua, pela torcida, pelas pessoas boas que haviam. 
Outra declaração, rancorosa, sobre a greve foi dada em 1973:
Muitas coisas me doeram. Os jornalistas se meteram na minha vida privada, me atacaram muito durante a greve de jogadores, porque eles faziam o jogo dos clubes. Eu decidi viver minha vida e rompi com eles. Desde então, eu me neguei a sair nas fotos que tomavam da equipe no campo. Quando meus companheiros pediam que saísse, eu ficava de lado e olhava para outro canto. Uma vez os cronistas fizeram um evento do Peñarol e o clube me chamou, para me convencer que precisava ser amável e sair nas fotos. Então perguntei: “Para que me contrataram, para sair nas fotos ou jogar futebol?”. Ali terminou o incidente. Não quis saber mais nada com dirigentes nem com jornalistas que escrevem o que quer quem manda neles. Eu sei que é preciso ganhar a vida, mas não é preciso atrapalhar os outros. Por isso eu não voltaria a me aproximar dos gramados, mesmo que me oferecessem milhões.
Durante a greve, Obdulio chegou a receber proposta de patrocínio da Fábrica Nacional de Cervejas, na qual cederia sua imagem por três milhões de pesos. O convite foi feito através de colegas e inicialmente enfureceu o jogador, reprovando os companheiros por não terem expulsado “a patadas” o gerente da fábrica. Varela só aceitou após três damas sugerirem no sindicato uma partida beneficente às crianças do campo. Ciente disso, o gerente prometeu empregar cinco milhões na causa se Obdulio aceitasse tornar-se garoto-propaganda da cervejaria. O contrato foi imediatamente assinado e cumprido.

### O time-base do Maracanaço
Varela permaneceu no Peñarol após a greve e logo fez parte de um campeonato histórico. Sem nenhum reforço relevante a não ser o próprio técnico Emérico Hirschl, o clube arrasaria os concorrentes. Em maio, escalou-se pela primeira vez o quinteto ofensivo formado por Alcides Ghiggia na ponta-direita, Juan Hohberg na meia-direita, Óscar Míguez de centroavante, Juan Alberto Schiaffino na meia-esquerda e o ítalo-argentino Ernesto Vidal na ponta-esquerda. Deles, somente Hohberg não pôde ir à Copa do Mundo FIFA de 1950, com sua naturalização sendo concedida apenas posteriormente, ao contrário da de Vidal. A estreia do quinteto ocorreu em goleada por 5-1 sobre o Sud América, sendo o marco inicial de um ataque apelidado de "Esquadrilha da Morte".
Já o time como um tudo foi por sua vez apelidado de La Máquina del 49. O título no campeonato uruguaio veio com uma campanha invicta, com 16 vitórias, 2 empates, 62 gols a favor e 17 contra. Considerando amistosos, foram 113 gols em 32 partidas, em média de três gols e meio por jogo. Apenas uma vez o clube foi derrotado naquele ano, em amistoso com o time argentino do Huracán. Foram conquistados 52 dos 54 pontos em disputa.
A campanha foi tão avassaladora que três adversários abandonaram o campo: o Liverpool uruguaio, o Rampla Juniors e, na ocasião mais famosa, o rival Nacional, no que ficou conhecido como El Clásico de la Fuga. O rival sofreu dois gols e duas expulsões no fim do primeiro tempo e, temendo uma goleada, não voltou para o segundo. Varelo iniciou a jogada do primeiro gol, cruzando para arremate de Vidal, a originar diversos rebotes até Schiaffino repassar para Ghiggia marcar.
A grande campanha fez com que seis jogadores do Peñarol compusessem a base da Seleção Uruguaia na Copa do Mundo de 1950: o goleiro Roque Máspoli, Obdulio e os já citados Ghiggia, Schiaffino, Míguez e Vidal, o único que não participaria do Maracanaço, devido a uma lesão, cedendo lugar a Rubén Morán. Ao todo, foram nove jogadores do clube convocados. E era desejo no clube que outro presente na seleção fosse o próprio técnico Hirschl. Como isso não foi atendido, os dirigentes aurinegros chegaram a ameaçar uma proibição na convocação dos seus jogadores.

### Últimos anos
Curiosamente, quem terminou campeão uruguaio em 1950 foi o Nacional, com o Peñarol sentindo a ausência de Schiaffino, afastado por meses em decorrência de uma lesão. Já no ano seguinte o Peñarol fez nova grande campanha, com apenas uma derrota no campeonato, para o River Plate uruguaio (2-1), adversário que chegou a ser goleado por 7-0 em torneio de pré-temporada.
O título de 1951 fez o Peñarol ser chamado para a Copa Rio de 1952, onde bateu os adversários europeus, mas viu-se prejudicado pela arbitragem contra os brasileiros. Já no campeonato doméstico, Peñarol e Nacional terminaram empatados, forçando um jogo-extra realizado em fevereiro do ano seguinte. Ghiggia e Míguez foram expulsos nele e o rival terminou campeão. Foi inclusive a última partida de Ghiggia pelo Peñarol. Acusado de agredir o árbitro, sua expulsão foi seguida de uma suspensão de quinze meses, o que influenciou na venda do jogador ao exterior. Ele e Vidal foram vendidos ao futebol italiano em meados de 1953, antes da temporada regular. Já Varela começou a se alternar na titularidade pela primeira vez em anos, com Pedro Nardelli.
O Peñarol foi novamente campeão em 1953, com Varela sendo titular absoluto e presente em goleada de 5-0 sobre o Nacional. Um bicampeonato veio em 1954 com oito pontos de diferença para o vice Danubio, apesar dos desfalques de Schiaffino (vendido ao Milan) e do próprio Varela, que jogou somente as rodadas finais após voltar lesionado da Copa do Mundo daquele ano).
Varela se aposentou em meados do ano seguinte, juntamente com o goleiro Máspoli, duas razões para que nada desse muito certo ao Peñarol na temporada. Foi ainda antes do início do campeonato doméstico. O último jogo competitivo de Varela foi em 14 de maio de 1955, em empate em 2-2 com o Danubio pela Copa Competência. Já a última partida foi um amistoso em 19 de junho, no Rio de Janeiro, contra o America. Ele jogou os 45 minutos finais de uma derrota, se convencendo de que deveria deixar a posição para alguém mais jovem. A partida foi no Maracanã e Varela era inicialmente técnico na ocasião, em dupla com Máspoli, resolvendo então se escalar para o segundo tempo.
Para o campeonato uruguaio, a posição de volante central foi alternada entre Elías Barrios e o brasileio Salvador. Somente em 1957 é que alguém se firmaria efetivamente como herdeiro de Obdulio na posição: Néstor Gonçalves, o jogador mais vezes campeão pelo Peñarol. Mas somente em 1958 o clube voltou a ser campeão uruguaio.[carece de fontes?]
Varela aposentou-se a tempo de recusar vestir uma camisa patrocinada, uma novidade na época, mesmo com o contrato de patrocínio prevendo dinheiro para os jogadores. Até ele deixar definitivamente os gramados, o Peñarol entrou em campo com dez jogadores patrocinados e seu veterano capitão usando a velha camisa de sempre. Comentou sua atitude declarando que "antes, nós, os negros, éramos puxados por uma argola no nariz. Esse tempo já passou". Teria dito aos dirigentes também que “vocês me contrataram para jogar futebol. Se querem um homem para levar cartazes, chamem Fosforito”. Varela tinha ainda outra mágoa contra os dirigentes, conforme explicaria anos depois:
A amargura maior foi com a coleta pela casa que iam me presentear em 1954. Se formou uma comissão enorme. Me levaram para ver uma na rua Bartolomé Mitre. Custava 45 mil pesos, a vi, gostei, começou a coleta. Uma tarde, encontro um ex-jogador de basquetebol do Peñarol, me diz: ‘(a coleta) vai fenomenal, Obdulio. Eu vendi rifas por 7 mil pesos’. Íamos afora, vendiam-se em todo o país. Sabe quanto me entregaram? 10 mil e 270! Então o clube pôs mais 10 mil. Eu poderia ter dito qualquer coisa, mas agradeci e fui embora. Assim é a vida. Os dirigentes sempre têm razão. Mas se você erra a bola, lhe chamam de ‘vendido’ e fica para a vida toda.

## Seleção Uruguaia

### Primeiros anos

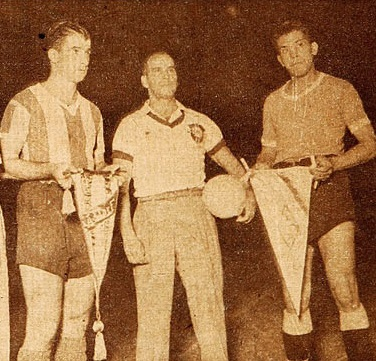
Na Copa América de 1946, com o argentino José Salomón e o árbitro brasileiro Mário Vianna.

Varela estreou pelo Uruguai em 29 de janeiro de 1939,[carece de fontes?] na Copa América daquele ano. Naquela data, entrou no intervalo no lugar de Abdón Reyes com a partida contra o Chile empatada em 2-2. No segundo tempo, os uruguaios venceram por 3-2.[carece de fontes?] Obdulio assim declarou sobre a primeira impressão:
Sabe o que era a ‘Celeste’? Alguém se afogava. Pesavam as lembranças. Atrás estava a glória de Nasazzi e Lorenzo, e não se podia perder. Um negrinho pequeno como eu, que recém começava, escutava os maiores falarem da ‘Celeste’ e do passado, e me arrepiava.
O Uruguai foi vice-campeão. Obdulio entrou em apenas outra partida, no 3-1 sobre o Paraguai, no minuto seguinte após Roberto Porta marcar, aos 21 minutos do segundo tempo, o terceiro gol. O Varela titular não era Obdulio e sim Severino, um atacante. O elenco continha ainda Ernesto Mascheroni,[carece de fontes?] veterano da Copa do Mundo FIFA de 1930.
Obdulio foi vice-campeão também na edição seguinte da Copa América, em nos primeiros meses de 1941. Inicialmente, foi novamente reserva, firmando-se na titularidade na reta final. Marcou um gol, o segundo em vitória por 2-0 sobre o Peru.[carece de fontes?]
A terceira participação na Copa América foi na edição de 1942, sediada no Uruguai. Diferentemente das participações anteriores, nos anos seguintes a campanhas razoáveis do Montevideo Wanderers, que terminava entre os quatro primeiros do campeonato uruguaio, Varela foi convocado mesmo com o time terminando em antepenúltimo no campeonato de 1941.[carece de fontes?]
O Uruguai foi campeão, com Varela titular.[carece de fontes?] Aquele foi o primeiro título de sua carreira, pois o Wanderers não é campeão uruguaio desde 1931.[carece de fontes?] Já como jogador do Peñarol, Obdulio também participou das edições de 1945 (marcando um gol, o quarto em vitória de 5-1 sobre o Equador) e  1946. Nessas, porém, o Uruguai não ficou nem entre os três primeiros.[carece de fontes?]
A década de 1940 ia se passando sem a realização de Copas do Mundo devido à Segunda Guerra Mundial. Quando o torneio voltou a ser realizado, na edição de 1950, Varela não via motivação para jogar: achava-se velho, tendo à época 32 anos. Só decidiu tentar por conselho de Luis Carlos Castagnola, dirigente de sua ex-equipe do Wanderers e seu amigo. Também pesou uma promessa do próprio presidente uruguaio de que, caso participasse do torneio, seria dado ao jogador um emprego público quando parasse de jogar.

### Copa de 1950

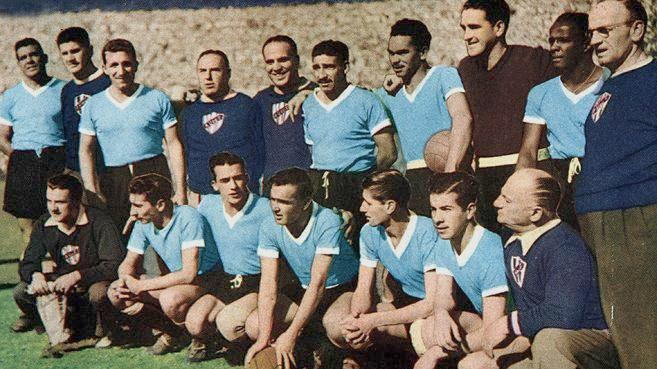
A Seleção Uruguaia posando antes da partida decisiva contra o Brasil em 1950. O mulato Varela é o primeiro jogador em pé, da esquerda para a direita.

A Seleção vivia um ambiente conturbado. Em função da longa greve liderada por Obdulio  e encerrada apenas em abril de 1949, ela foi representada por juvenis na Copa América de 1949, realizada naquele mesmo mês.[carece de fontes?] E antes do mundial somente em março de 1950 é que um novo treinador seria designado para treiná-la, Enrique Fernández, uruguaio que treinara o Barcelona nos títulos espanhóis de 1948 e 1949.
Porém, o treinador, já indisposto com os jogadores após querer impor a eles uma disciplina europeia, renunciaria ainda naquele mês, após vergonhosa derrota do Uruguai para o Brasil de Pelotas, que três dias depois seria derrotado por 7 x 1 para o Peñarol. O ambiente ficou mais conturbado após a recusa dos dirigentes da Associação Uruguaia de Futebol em contratar o técnico do Peñarol, o húngaro Emérico Hirschl.
Pelo descaso com seu treinador, o clube chegou a vetar a participação de seus jogadores para outros amistosos, outro empecilho para a participação de Varela na Copa. Apenas trinta dias antes da Copa um técnico novo foi nomeado, o treinador do Central Español, Juan López. Com o escasso tempo que lhe restava, López chamou os mesmos jogadores que disputaram a Copa Rio Branco, em abril, em que os uruguaios perderam duas vezes e ganharam outra do Brasil, apesar do mesmo elenco ter empatado duas vezes com o Fluminense em Montevidéu no mês seguinte.
Na estreia, o Uruguai realizou a maior goleada da Copa, um 8-0 sobre a Bolívia. Foi o único jogo do grupo dos dois países, composto apenas por eles, em razão das desistências das classificadas seleções de Escócia e Turquia. O placar escondeu minutos iniciais complicados em que a seleção foi diversas vezes salva pelo goleiro Roque Máspoli.

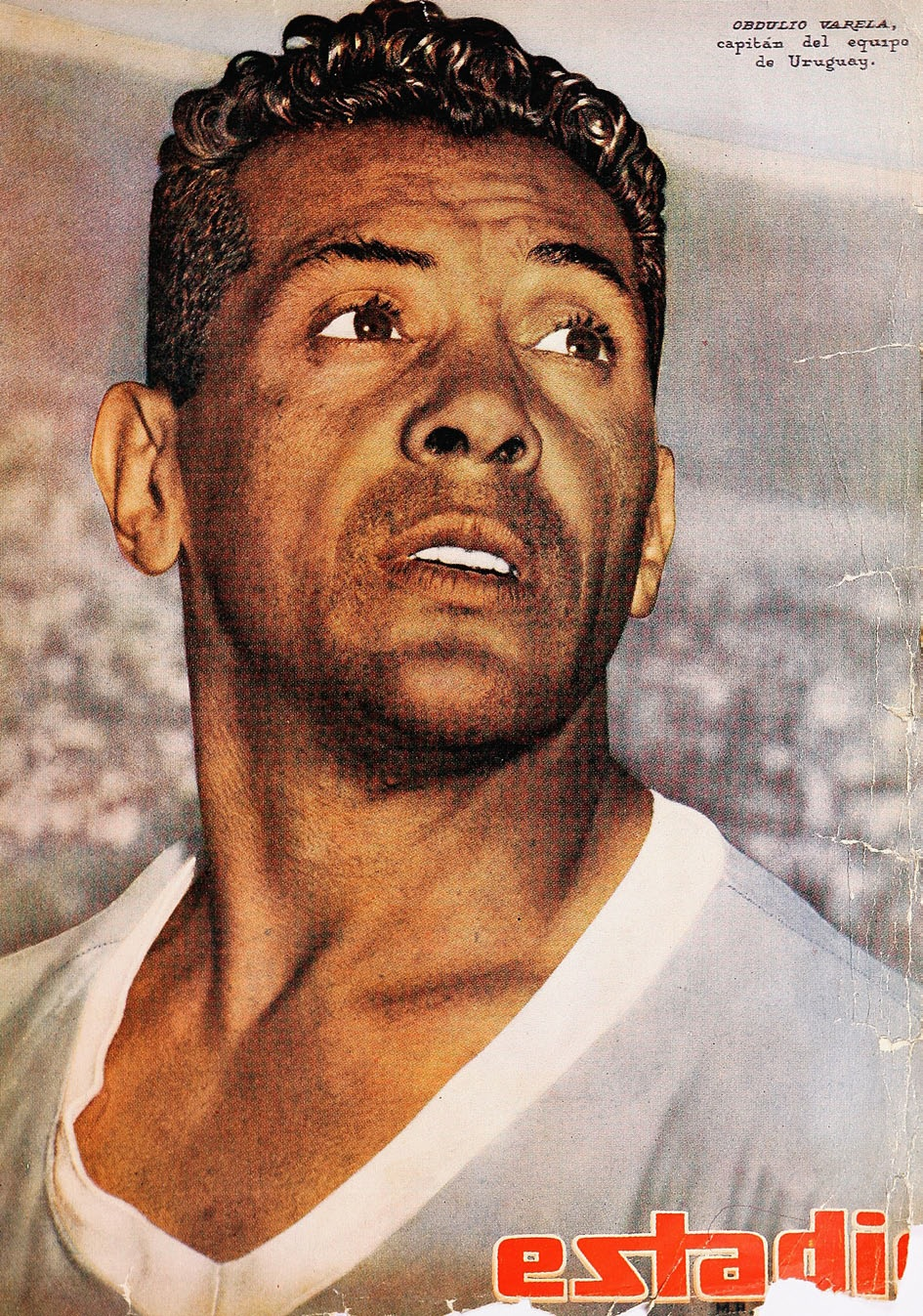
Em retrato da revista chilena Estadio publicada em 15 de julho de 1950, véspera do Maracanaço.

Classificado para a fase final, decidida em um grupo de quatro seleções, o Uruguai começou ela empatando com a Espanha graças a um belíssimo gol do capitão: os espanhóis venciam de virada por 2-1 quando Varela, vendo que o ataque não conseguia penetrar na defesa adversária, adiantou-se de sua posição, recebeu a bola na intermediária, tirou dois marcadores da jogada e, antes da meia-lua da grande área, acertou violento chute no ângulo direito do goleiro Antoni Ramallets. O gol, fruto de alguma sorte, foi definido como “lotérico”. “Acertei aquele chute não com a chuteira, mas com toda a minha alma”, afirmaria. Com a partida ainda em 0-0, ele chegou a salvar em cima da linha um gol espanhol.
O jogo seguinte foi contra a Suécia, que vencia por 2-1 até pouco depois dos quinze minutos finais, em que os uruguaios já se haviam empurrado para a frente e conseguiram virar, com dois gols de Míguez. A última partida do grupo, que acabaria decidindo o torneio, seria contra o Brasil. Por diversos fatores, como o conturbado ambiente pré-Copa do Uruguai, incluindo resultados ruins contra o próprio Brasil e equipes de futebol brasileiras, o fato de enfrentar o anfitrião, e precisando da vitória para ganhar a Copa - ao Brasil, bastava apenas o empate, por ter somado mais pontos ao ter vencido os mesmos adversários na fase final -, os brasileiros eram apontados como francos favoritos. Principalmente pelas vitórias brasileiras contra suecos e espanhóis terem saído em exibições espetaculares com vitórias, respectivamente, por 7-1 e 6-1.
O clima generalizado entre os brasileiros de que o Brasil já era campeão - o que incluiria um discurso do prefeito do Rio de Janeiro, Ângelo Mendes de Moraes nos autofalantes do Maracanã, antes da partida  - foi aproveitado por Varela para instigar seus colegas, a quem já havia espalhado reportagens que noticiavam antecipadamente o título brasileiro. Seu breve discurso, em contraposição à resignação dos dirigentes de que o dever estaria cumprido se perdessem por poucos gols, tornou-se célebre: “Os de fora são de pau. Vamos ganhar. Dever cumprido, só se formos campeões”. A frase original “los de afuera son de palo”, às vezes atribuída ao colega Schubert Gambetta, intencionava dizer que a torcida não ganhava sozinha o jogo. E Obdulio entrou em campo beijando a camisa uruguaia. Ele próprio contaria uma versão ligeiramente diferente em 1973:
Eu tinha 33 anos e muitas partidas com a seleção. Estavam errados se acreditavam que iam passar por cima de nós daquele jeito. Os outros rapazes da equipe eram jovens, sem muita experiência, mas jogavam bem. Além do mais, pouco antes havíamos jogado contra os brasileiros na Copa Rio Branco e ganhamos por 4-3 a primeira partida. Depois, perdemos duas por 1-0, mas havíamos dado conta de que dava para vencer. Eles têm muito medo de jogar contra os uruguaios ou contra os argentinos. Antes de sair ao gramado, o técnico Juan López me disse, como sempre, que eu deveria dirigir e ordenar a equipe de dentro de campo. Então, quando íamos para o túnel, disse aos rapazes: 'saiam tranquilos. Não olhem para cima. Nunca olhem para as arquibancadas. A partida se joga abaixo'. Era um inferno. Quando saíamos ao campo, eram mais de 100 mil pessoas assobiando. Então, fomos até os mastros, onde as bandeiras seriam içadas. Quando o Brasil saiu, ovacionaram, claro. Mas depois, enquanto tocavam os hinos, as pessoas aplaudiam. Eu disse aos rapazes: 'vejam como nos aplaudem. No fundo, essas pessoas nos querem bem'. Não cumprimentei o juiz. Nunca dei a mão a árbitro algum. Eu o saudava, sim, o tratava com respeito, mas a mão nunca. Não tem que se fazer simpático. Depois, as pessoas vão dizer que você vai chupar as meias de quem manda na partida.
Porém, Varela admitiria que o favoritismo ao adversário também serviu para tranquilizar os uruguaios, que sentiam ter menor responsabilidade; nas fotos dos times perfilados, os visitantes pareciam menos tensos que os anfitriões. Durante a partida, Varela fez parte da eficiente marcação uruguaia sobre a habilidosa equipe brasileira, responsável por um primeiro tempo sem gols - desempenhou o papel de marcar Jair da Rosa Pinto com Julio Pérez. O placar foi aberto no primeiro minuto do segundo tempo, com Friaça colocando o Brasil em vantagem. Procurando acalmar seu time e esfriar as comemorações adversárias, Varela parou o jogo por dois minutos, segurando a bola com os braços, reclamando com o árbitro George Reader sobre um alegado impedimento de Friaça. A atitude seria explicada por ele em diferentes ocasiões:
Fui visto como o culpado pela derrota do Brasil e como o ganhador da Copa para o Uruguai. Não foi nada disso. Gritei o tempo todo porque sei que quem quiser ganhar tem que gritar. Segurei a bola depois do gol do Friaça, alegando impedimento, chamei o juiz, o bandeirinha, pedi intérprete, fiz tudo isso só para acalmar aquela gritaria. Eu sabia que provocando o medo de verem o gol anulado aquilo se transformaria num túmulo. Tentei e deu certo. Não fui o culpado da derrota. Nem ganhei a Copa sozinho 
Já o "Libro de Oro de Peñarol" contém a seguinte versão:
A verdade? Eu havia visto o bandeirinha levantando a bandeira. Claro, o homem a abaixou em seguida, se não o matavam... me insultava o estádio inteiro, obviamente pela demora do jogo, mas não tive temor... se banquei aquelas lutas em campos sem alambrado, de matar ou morrer, ia me assustar ali, que tinha todas as garantias? Sabia o que estava fazendo (...). Aí me dei conta que se não esfriássemos o jogo, se não o aquietávamos, essa máquina de jogar futebol ia nos demolir. O que fiz foi demorar o recomeço do jogo, nada mais. Esses tigres nos comiam se servíssemos o pedaço muito rápido.
Voltou a falar a respeito em 1973:
Eu sabia que o árbitro não ia atender a reclamação, mas era uma oportunidade de parar o jogo e tinha que aproveitar. Fui bem calmo e pela primeira vez olhei para cima, o enxame de gente que festejava o gol. Olhei com raiva e provoquei. Demorei bastante para chegar no círculo central. Quando cheguei, já haviam se calado. Queriam ver funcionar a sua máquina de fazer gols e eu não a deixava arrancar de novo. Então, ao invés de colocar a bola no meio, eu chamei o árbitro e pedi um tradutor. Assim que veio, eu disse que houve impedimento e assim se passou outro minuto. As coisas que me diziam os brasileiros! Estavam furiosos. A arquibancada vaiava, um jogador veio a mim cuspir, mas eu nada. Sério e não mais. Quando começamos a jogar de novo, eles estavam cegos. Não viam nem seu gol, tão furiosos que estavam. Então, todos nos demos conta que poderíamos ganhar a partida. Como conseguimos isso? É que o jogador tem que ser como o artista: dominar o palco. Como o toureiro, dominar a arena e o público, senão o touro vem para cima. Você sabe que em um campo adversário não vão lhe aplaudir, por mais que faça boas jogadas. Então, tem que se impor de outra maneira, dominar o adversário, o público e seus companheiros.

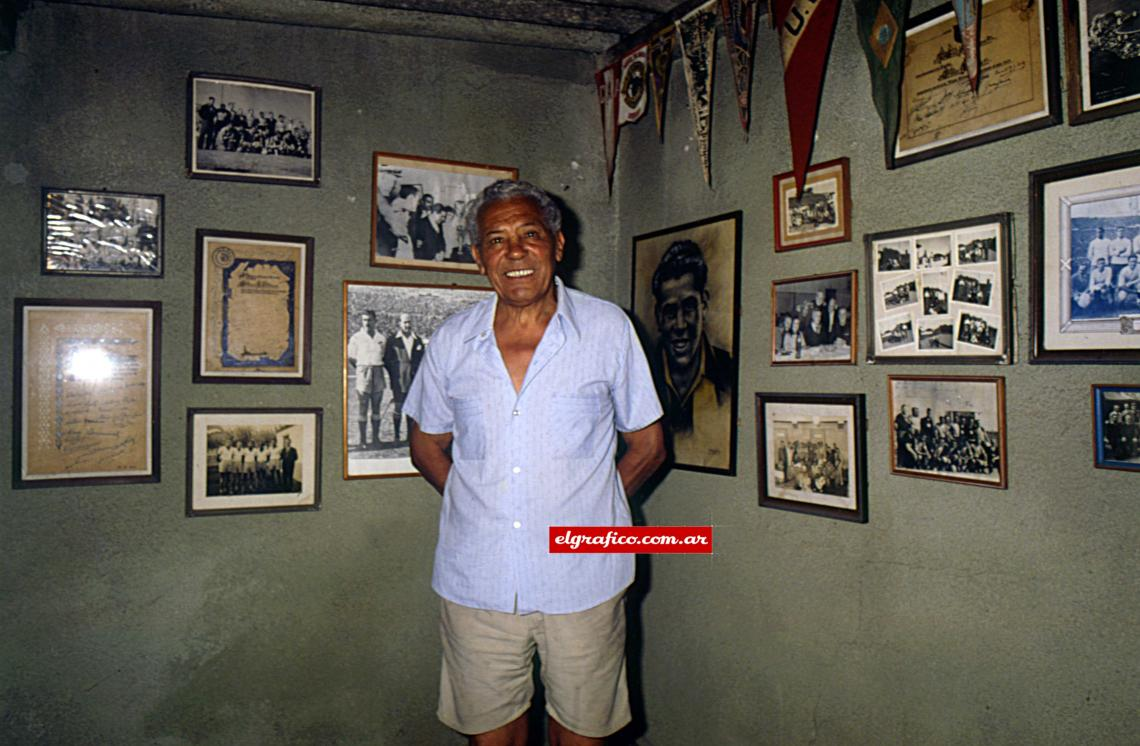
Em 1981, rodeado de antigas fotografias dos tempos de jogador.

Ao recolocar a bola para o reinício do jogo, gritou para os companheiros: 'mais alma!'. O Uruguai se recompôs, com o Brasil desacelerando as jogadas. Aos 21 minutos, Varela, junto à linha lateral na intermediária brasileira, passou a bola para Ghiggia, que em jogada individual a repassaria para Schiaffino empatar a partida. Descobrindo o caminho para a vitória, o Uruguai virou aos 34 minutos do segundo tempo, no mitológico gol do iluminado Ghiggia, em jogada individual deste iniciada após uma senha de Obdulio, que teria lhe dito: “dá-lhe, se anime e corra”. O Brasil acabou não tendo forças para empatar e os uruguaios sagraram-se bicampeões da Copa, calando o público estimado de 200.000 pessoas no Maracanã. Ao fim, Ghiggia foi demoradamente abraçado por Obdulio Varela, que lhe dizia: "foi gol, cãozinho, foi gol".
Lendas sobre a partida não tardariam a surgir. Em uma delas, Varela intimidou a todos os brasileiros ao esbofetear Bidoge quando o Brasil vencia - o que na verdade resumiu-se a um tapinha no pescoço do brasileiro, no primeiro tempo (com o jogo ainda em 0-0), para pedir calma ao adversário. Ainda assim, Nelson Rodrigues também escreveu que "o tapa em Bigode ardeu no rosto da multidão". Uma das versões é que Varela estaria revidando uma falta de Bigode em Ghiggia, falando-lhe em portunhol: "você empezó, agora aguante si es macho".
Fato é que, após o jogo, Varela saiu pelas ruas de Copacabana e bebeu anonimamente cerveja com os brasileiros, testemunhando a dor deles. Segundo certas versões, inclusive consolando alguns, dando-se conta da dimensão da derrota para os brasileiros. "Percebi como aquele povo era bom. Como aquilo era importante para eles", afirmaria a Eduardo Galeano. O capitão reconheceria mais tarde, falando à Revista Placar, que "muita coisa ficou por conta da fantasia criada aqui e lá. O futebol era outro, com outra inspiração". Na mesma reportagem, Varela exaltou a raça ("O bonito não ganha jogo. Para ganhar é preciso luta, garra. (...) É preciso jogar para ganhar e querer ganhar") e o grito ("O grito bem dado é um jogador a mais dentro de campo. O Ademir Menezes era bom jogador e gritava dentro de campo. O Danilo era bom jogador, mas não se impunha. Por essa diferença, eu digo que o Ademir foi um dos melhores jogadores que vocês já tiveram") para se obter vitórias.
Varela também declararia que, se jogasse novamente aquela decisão, teria feito um gol contra  ou que não se esforçaria tanto para ganhar, pois não tinha noção da tragédia que o vice-campeonato representaria ao Brasil e, além do mais, apenas os cartolas uruguaios lucraram com o título.
Se tivesse que jogar outra vez essa final, faria um gol contra, sim senhor. Não, não se assombre. A única coisa que conseguimos ao ganhar esse título foi dar brilho aos dirigentes da Associação Uruguaia de Futebol. Eles se deram medalhas de ouro e aos jogadores deram umas de prata. Você crê que alguma vez concordaram em festejar os títulos de 1924, 1928, 1930 e 1950? Nunca. Os jogadores que participaram daqueles campeonatos se reúnem agora por nossa conta, sempre no dia 18 de julho, que é feriado nacional. Festejamos por nossa conta. Não queremos nem contato com os dirigentes. (...) A mim castigaram muito e não aguento. Por isso disse que, se agora tivesse que jogar uma final, faço gol contra. Não vale a pena pôr a vida em uma causa que está suja, contaminada. Algum dia terá que prestar contas: então saberemos quem é quem e se valia a pena se sujar.
Ghiggia realmente relatou que, após a partida, o tesoureiro da delegação sumira e os jogadores tiveram de juntar o pouco que dinheiro que tinham consigo para arranjar sanduíches e cervejas para comemorar. Já sobre a liderança de Varela, assim declarou o colega Juan Alberto Schiaffino:
Eu até agora não sei o que é isso de líder ou caudilho no campo. Havia sim alguém maior do que nós, com mais experiência no futebol, com certa psicologia que outros mais experientes não tinham e que era Obdulio. Obdulio nos falava, nos falava bem, nos ordenava. E isso era muito importante. 

### Após o Maracanaço

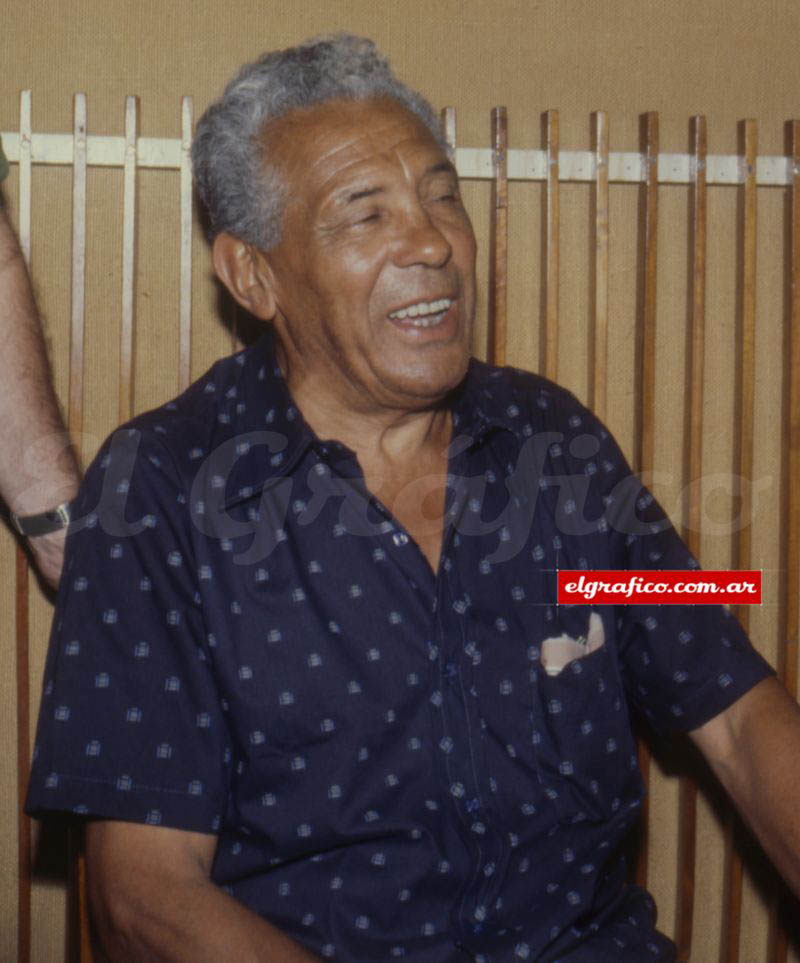
Em 1980.

O Uruguai só voltou a fazer partidas no ano de 1952, pelo Campeonato Pan-Americano daquele ano, de março a abril. Varela, novamente, foi convocado e foi titular A Celeste ficou em terceira,[carece de fontes?] sendo derrotada por 4-2 pelo campeão Brasil, que na época encarou o resultado como uma vingança pelo Maracanaço, a primeira de diversas partidas vistas como algo do tipo. Varela, que levou socos de Ely, e Alcides Ghiggia, chutado por Nilton Santos, estiveram entre os uruguaios agredidos por adversários sedentos de revanchismo – “o que é isso?”, teria reclamado Obdulio.
Varela não participou da Copa América de 1953, cuja maioria de convocados não havia estado na Copa do Mundo FIFA de 1950.[carece de fontes?] Já na Copa do Mundo FIFA de 1954, Obdulio era um dos remanescentes do Maracanaço em uma seleção bastante renovada, junto com Roque Máspoli, Víctor Rodríguez Andrade, Juan Alberto Schiaffino e Óscar Míguez. Os campeões foram sorteados para a chave considerada como "grupo da morte", com Áustria, Tchecoslováquia e Escócia,
Dessa vez, as expectativas em relação ao Uruguai eram das maiores. Na primeira fase de grupos, os sul-americanos corresponderam, batendo sem percalços por 2-0 e um sonoro 7-0, respectivamente, Tchecoslováquia e Escócia. Nas quartas-de-final, venceram a Inglaterra em uma partida de alto nível encerrada em 4-2. Os ingleses estavam com uma seleção completa e fizeram seu primeiro jogo de alto nível em uma Copa do Mundo, mas justamente em um dia em que os sul-americanos estiveram ainda melhores, vencendo o time de Stanley Matthews. Aquela, porém, terminou sendo involuntariamente a última partida de Varela pela seleção.
Ele lesionou-se,  o que não o impediu de demonstrar novamente sua característica raça ao arrastar-se em campo por todo o segundo tempo após agravar no fim do primeiro, em lance com Jimmy Dickinson, uma lesão prévia ao mundial. Foi já machucado que Varela conseguiu marcar o segundo gol, assinalando 2-1 no placar em golaço de longa distância. O esforço empregado no lance, porém, majorou ainda mais a lesão. Schiaffino precisou recuar para virtualmente fazer o trabalho de Varela como volante central, enquanto o capitão permanecia numa ponta do campo para liderar com berros roucos os colegas. Estava com distensão muscular em uma perna e contusão no tornozelo da outra.
Em função da lesão, Varela não pôde voltar para as partidas seguintes, em que o Uruguai foi derrotado pela Hungria nas semifinais (4-2) e pela Áustria na disputa pelo terceiro lugar, jogo em que a ausência de Varela para acordar o time e fazê-lo correr foi apontada como um dos fatores da apatia dos sul-americanos. Seu substituto foi Néstor Carballo. Já nos vestiários após o confronto com os ingleses se pressentia que a vitória por 4-2 seria a última partida de Obdulio pelo Uruguai, e assim foi. Foi após sua saída que a seleção sofreu suas primeiras derrotas na história das Copas do Mundo FIFA.

## Pós-futebol

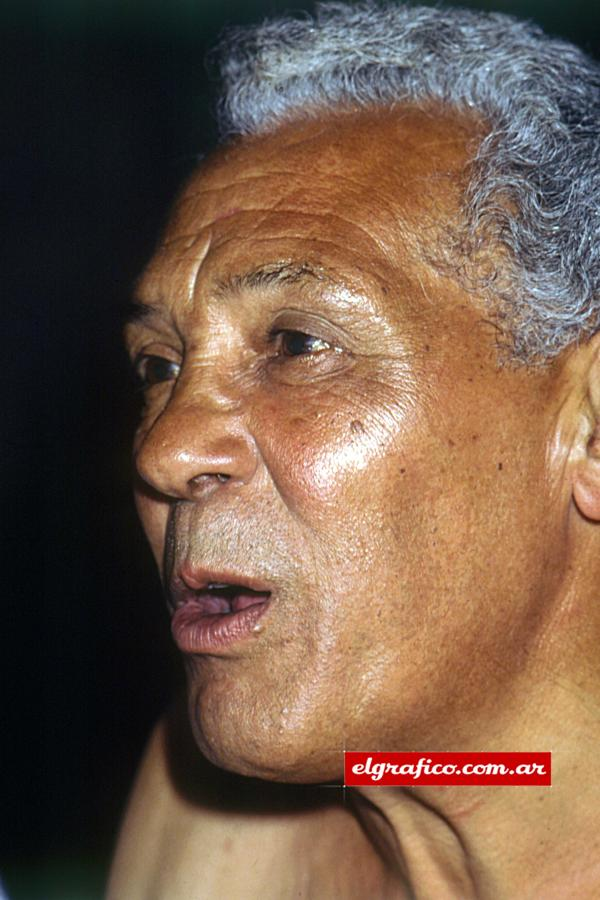
Em 1981.

Como a maioria de seus colegas campeões do mundo em 1950, Varela não pôde sustentar-se financeiramente apenas com o que ganhava do futebol, que na época não era uma atividade de grande remuneração para os jogadores. Com o prêmio que ele recebeu pelo título ele comprou apenas um Ford usado, "a única coisa que o futebol me deu", teria dito, não sem certa razão: mesmo as medalhas de ouro recebidas com a conquista ficaram com os dirigentes, tendo os jogadores que se contentar com réplicas em prata. Guardou bastante mágoa do descaso com os campeões:
Quando terminou tudo aquilo, lembrei que precisava comprar uns presentinhos para a família, mulher e dois filhos. Não tinha dinheiro, pedi 2.500 pesos de adiantamento, pensando que nos dariam pelo menos uns 10.000, pouco para quem tinha dado tanta satisfação a uma nação. Com muito custo consegui o dinheiro. (...) Queriam humilhar-me.
Varela, após parar de jogar, tentou ser técnico, mas não conseguiu admitir a interferência de diretores. Também participou de jogos beneficentes por todo o país, com o mais famoso ocorrendo em 1963 em um estádio Centenário lotado para ver uma partida entre os participantes uruguaios e brasileiros do Maracanaço, uma iniciativa conjunta de Varela e Ademir de Menezes. Obdulio, que declararia que não via o estádio tão cheio havia muito tempo, empenhou-se em conseguir passagens e hospedagens a quem não possuísse condições de vir a Montevidéu. Apesar da amargura da derrota, os jogadores brasileiros haviam desenvolvido proximidade com os carrascos, com reencontros respeitosos nos quais as conversas evitavam abordar aquela decisão. Varela tornou-se próximo particularmente de Zizinho, rendendo lendas de que conseguiam se comunicar por telepatia. Um novo amistoso beneficente chegou a ser realizado no Maracanã em 1965. Varela deixou o campo sob aplausos.
O velho capitão seguiu caminho similar aos de seus antigos colegas, cuja maioria ingressara no funcionalismo público. Ele foi trabalhar no Cassino de Montevidéu, na administração. Ganhava bem e morava em uma casa própria de dois andares, ainda que em um bairro suburbano. Aposentou-se em 1972, afastado e desgostoso com o futebol da época: "Não presta. Falta raça". Curiosamente, trabalhou ali ao lado do ex-colega de Peñarol e Seleção Uruguaia Alcides Ghiggia.
Uma das últimas homenagens em vida a Varela deu-se pouco antes da Copa do Mundo FIFA de 1994, em Chicago, ao tornar-se o primeiro uruguaio condecorado com a Ordem do Mérito da FIFA. Morreu pobre, em 1996, aos 78 anos, na mesma casa onde morava quando era o mais famoso atleta do Uruguai. Faleceu apenas alguns meses após a perda da única esposa que teve, Catalina Quepe, com quem tivera os filhos Marta Catalina e Waldemar.
Em 2004, a camisa celeste e as chuteiras que ele usou em 1950 e guardara a vida inteira foram leiloadas. A Associação Uruguaia de Futebol as arrebataram e o então presidente do Uruguai, Jorge Batlle, declarou-as "monumentos nacionais". Hoje, estão expostas permanentemente no museu do Estádio Centenário, em Montevidéu, onde, às proximidades, há o "Espacio Libre Obdulio Varela". Foi homenageado postumamente pelo pequeno Villa Española, que batizou seu campo de Estádio Obdulio Jacinto Varela.
Varela foi considerado o terceiro maior futebolista que o Uruguai teve no século XX, abaixo de Juan Alberto Schiaffino e Luis Cubilla, sendo assim eleito para pela Federação Internacional de História e Estatísticas do Futebol, que, para o mesmo período, classificou-o também como o 13º maior jogador da América do Sul, empatado com Arthur Friedenreich e Tostão.[carece de fontes?] A revista brasileira Placar similarmente o elegeu em 1999 o 47º maior jogador da história, com a revista britânica World Soccer o colocando entre os cem maiores.[carece de fontes?] Em 2017, também foi eleito entre os cem maiores por outra revista britânica, a FourFourTwo.